# Коротьки
Коротьки (бел. Кароцькі) — агрогородок (ранее-деревня) в Коротьковском сельсовете Кормянского района Гомельской области Республики Беларусь. Ранее являлась административным центром Коротьковского сельсовета.

## География
В 4 км на юг от Кормы, в 65 м от железнодорожной станции Рогачёв (на линии Могилёв — Жлобин), в 114 км от Гомеля.
Около деревни расположено месторождение мела (0,9 млн т).

## Транспортная сеть
На автодороге Корма — Зелёная Поляна. Планировка состоит из дугообразной улицы, ориентированной с юго-востока на северо-запад. Застройка двусторонняя, преимущественно деревянная усадебного типа.

## История
Согласно письменным источникам известна с начала XVIII века как селение в Речицком повете Минского воеводства Великого княжества Литовского. Согласно инвентаря 1729 года деревня Коротковичи в Чечерском старостве. Подчёркивалось, что граничит она с деревней Корма. На карте 1680 года название села — «Короча». Село шляхтецкое, панцирные посожские бояре защищали границу Речи Посполитой от России по Сожу, и за это не платили налоги в казну.
После 1-го раздела Речи Посполитой в 1772 году в составе Российской империи. Рядом находились 2 фольварка, хозяин одного из которых владел в 1855 году 121 десятиной земли, второй в 1867 году — 120 десятинами земли. В 1868 году в Кормянской волости Рогачёвского уезда Могилёвской губернии. С 1880-х годов действовал хлебозапасный магазин. Согласно переписи 1897 года деревня и околица, действовали 3 ветряные мельницы, трактир. В 1905 году открыта церковно-приходская школа, преобразованная в 1913 году в земскую (размещалась в наёмном крестьянском доме). В 1909 году 2623 десятины земли.
С 20 августа 1924 года центр Коротьковского сельсовета Кормянского района Могилёвского (до 26 июля 1930 года) округа, с 20 февраля 1938 года Гомельской области.
В 1931 году организован колхоз «Парижская Коммуна», работали ветряная мельница, конная круподёрка, кузница. Во время Великой Отечественной войны батальон под командованием майора Н. С. Цыбульского 22 ноября 1943 года форсировал реку Сож и освободил деревню (погиб в бою, посмертно присвоено звание Героя Советского Союза). На фронтах и в партизанской борьбе погибли 152 жителя, в память о них в 1970 году, в сквере, установлена скульптурная композиция. Согласно переписи 1959 года центр совхоза «Кормянский», располагались средняя школа, Дом культуры, библиотека, фельдшерско-акушерский пункт, ясли-сад, отделение связи, столовая, магазин.

## Население
- 1729 год — 10 дворов
- 1868 год — 128 дворов, 774 жителя
- 1897 год — 171 двор, 942 жителя (согласно переписи)
- 1959 год — 510 жителей (согласно переписи)
- 2004 год — 192 хозяйства, 548 жителей

## Культура
- Дом культуры
- Музей ГУО "Коротьковская средняя школа Кормянского района имени П. П. Качуевского"